# Gösta Thimon

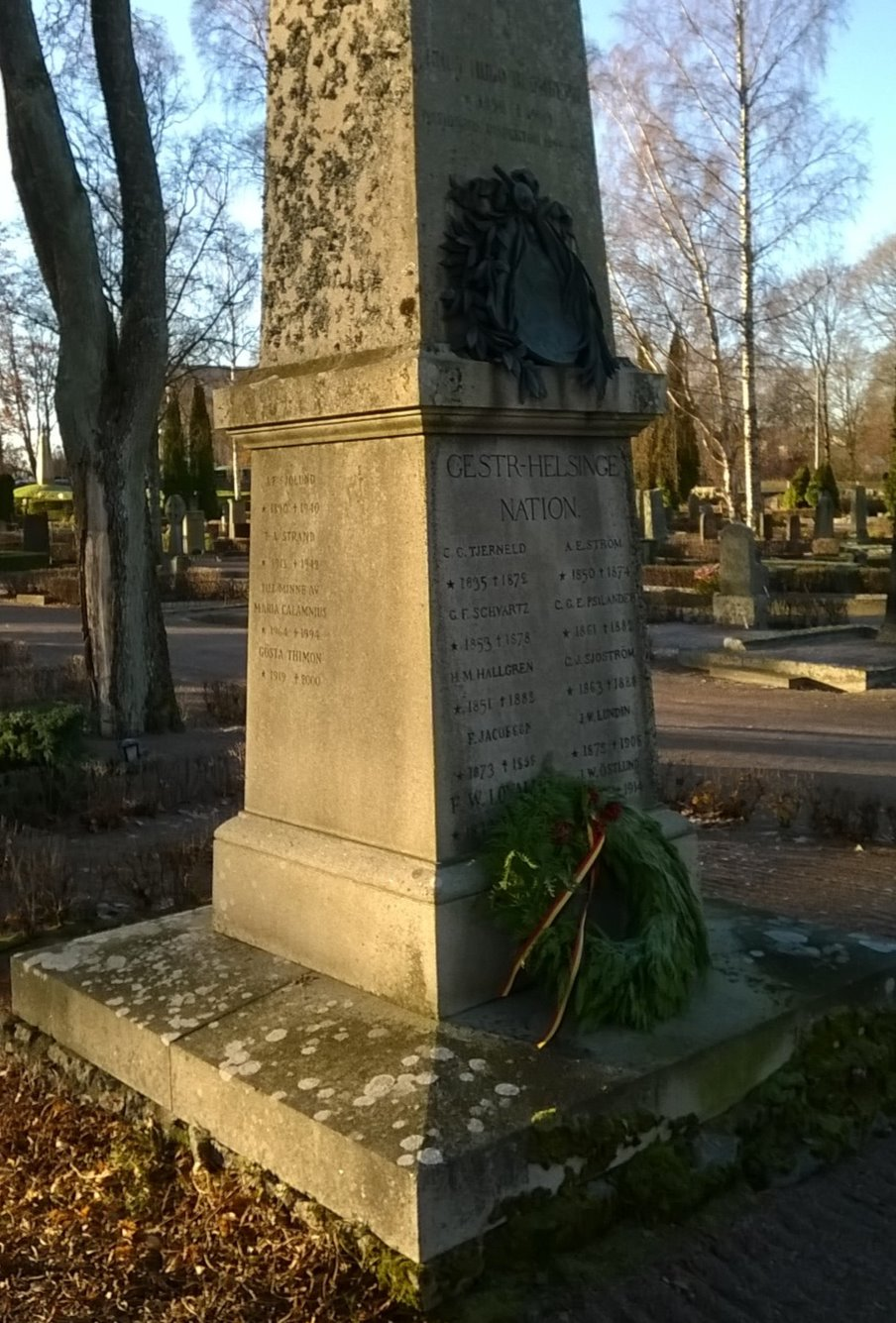
G-H nations gravsten på Uppsala gamla kyrkogård med Thimons namn till vänster.

John Gustaf (Gösta) Thimon född 8 januari 1919 i Gävle, död 7 maj 2000 i Uppsala, var en svensk genealog och biblioteksman.

## Biografi
Efter studentexamen vid Gävle högre allmänna läroverk studerade han vid Uppsala universitet, både vid den humanistiska och teologiska fakulteten. Thimon var sedan huvudsakligen verksam på Carolina Redivivas handskriftsavdelning fram till sin pensionering 1977. Han konverterade sedermera till gammalkatolska kyrkan.
År 1963 utkom hans Matrikel över Gästrike-Hälsinge nation i Uppsala 1811–1961, som innehåller 3324 medlemmar, och nationen visade sin tacksamhet genom att välja honom till sin hedersledamot.
År 1971 utkom det omfattande Register till Uppsala universitets matrikel 1595–1817. 1980 promoverades Gösta Thimon till filosofie hedersdoktor vid Uppsala universitet för sina genealogiska forskningsinsatser, och för sin medverkan i universitetsmatrikeln. 
Under senare år utgav han Stockholms nations studenter i Uppsala I–II. 1649–1750, som utkom 1982 respektive 1996.
Thimon var även lyriker, medverkade i tidskriften Lyrikvännen, och utgav 1980 den egna diktsamlingen Grenverk.
Han är gravsatt i Gästrike-Hälsinge nations grav på Uppsala gamla kyrkogård.